# Glenbrook, Nevada
Glenbrook är en ort i Douglas County i delstaten Nevada, USA.